# Czekając na...
Czekając na... - płyta wydana przez Kasię Kowalską w 1996 roku. Jest to trzeci album w dorobku artystki, wyprodukowany przez Kostka Yoriadisa.
Album osiągnął status platynowej płyty.

## Spis utworów
1. "Coś optymistycznego" (muz. K. Yoriadis, sł. K. Kowalska) - 3:20
2. "Kiedy ty jesteś ze mną" (muz. K. Kowalska, H. Alber, sł. K. Kowalska) - 4:43
3. "Woda" (muz. K. Kowalska, P. Nalepa, sł. K. Kowalska) - 3:35
4. "Mojej krwi chcesz" (muz. K. Kowalska, J. Chilkiewicz, sł. K. Kowalska) - 4:11
5. "Mój los" (muz. K. Kowalska, J. Chilkiewicz, sł. K. Kowalska) - 5:31
6. "Tak mi ciebie brak" (muz. B. Kowalewski, K. Yoriadis, sł. K. Kowalska) - 5:40
7. "Więcej, więcej, więcej" (muz. K. Yoriadis, sł. K. Kowalska) - 4:28
8. "Zapowiedź" (muz. K. Kowalska, K. Yoriadis, sł. M. Singh) - 3:54
9. "Czekając na..." (muz. K. Kowalska, P. Urbanek, sł. K. Kowalska) - 4:58
10. "Czekając na... ten dzień" (muz. K. Yoriadis, sł. K. Kowalska) - 4:32
11. "Nic nie jesteś wart" (muz. K. Kowalska, K. Yoriadis, sł. K. Kowalska) - 3:51
12. "Już nie zapomnę" (muz. K. Kowalska, J. Chilkiewicz, sł. K. Kowalska) - 5:14

## Listy przebojów
| 1996 | Coś optymistycznego | 2 | 3 |
| 1996 | Tak mi ciebie brak  | 6 | 9 |

## Teledyski
Źródło.
- Coś optymistycznego (1996)
- Tak mi Ciebie brak (1996)

## Twórcy
Źródło.
- Kasia Kowalska - wokal
- Krzysiek Patocki - perkusja (1-12)
- Wojtek Pilichowski - bas (1-12)
- Jarek "Chilek" Chilkiewicz - gitary (1,2,4,5,7,8,12)
- Piotr Nalepa - gitary (1,3,4,6,8)
- Maciek Gładysz - gitary (3,5,6,7,9,10,11)
- Wojtek Ruciński - kontrabas (9)
- Sławek Piwowar - piano (1,2,3,5)
- Kostek Yoriadis - klawisze, chórki (1-12)
- Wojtek "Malina" Kowalewski - instrumenty perkusyjne (1,2,3,7,11)
- Monika "Dzidzia" Ambroziak - chórki (1,7)

sekcja dęta Fire Brass (1,2,3,7,8,10,11) w składzie
- Janek Czaja - puzon
- Marcin Dembek - trąbka
- Mariusz "Fazi" Mielczarek - saksofon

Personel
- Materiał nagrano w Studio Buffo i Studio Izabelin. Realizacja - Rafał Paczkowski, Hakan Kursun, Adam Toczko, Jarek Regulski, Leszek Kamiński, Andrzej Puczyński
- Wokale nagrano w Studio Izabelin. Realizacja - Staszek Bokowy, Hakan Kursun
- Produkcja muzyczna - Kostek Yoriadis
- Mastering - Julita Emanuiłow
- Produkcja - Mercury / PolyGram Polska
- Zdjęcia - Jacek Poremba
- Projekt graficzny - Stefan Drewiczewski, Krzyś Koszewski